# 坤丹山隧道
坤丹山隧道是位於泰国北部坤丹山脉的鐵路隧道，全长约1.352公里，為泰国最長的铁路隧道:5，隧道南端位於南奔府湄他县、北端則位於南邦府杭察縣。其于1907年在德国工程师的监造下开始修建，1918年建成。

## 历史
泰国政府于1901年开始修筑从曼谷直达清迈的北线铁路，以加强中央政府对泰北的控制，1907年，在德国工程师埃米尔·艾森霍费尔的领导下，泰国工人开始动工修筑坤丹山隧道，由于坤丹山脉多花岗岩，加之技术落后，疟疾與虎患侵扰工地，不少劳工因此丧命，但隧道最终于1917年贯通，縮短了清迈、南奔等地與曼谷間的交通時間，1918年通车，並确定为米轨，艾森霍费尔于1962年逝世後，也被安葬在该隧道北端出口南奔府的一处墓地。